# Records des Seychelles d'athlétisme
Les records des Seychelles d'athlétisme sont les meilleures performances réalisées par des athlètes seychellois et homologuées par la Fédération seychelloise d'athlétisme (SAF).

## Plein air

### Hommes
| Épreuve              | Record | Athlète                                                                              | Date              | Compétition                             | Lieu             | Réf.  |
| -------------------- | --- | ------------------------------------------------------------------------------------ | ----------------- | --------------------------------------- | ---------------- | ----- |
| 100 m                | 10 s 33 (+0,9 m/s) | Dylan Sicobo                                                                         | 23 juillet 2017   | Jeux de la Francophonie                 | Abidjan          |       |
| 100 m                | 10 s 33 (+0,1 m/s) | Dylan Sicobo                                                                         | 24 juillet 2017   | Jeux de la Francophonie                 | Abidjan          | [ 1 ] |
| 200 m                | 21 s 10 (+0,9 m/s) | Leeroy Henriette                                                                     | 2 juin 2013       |                                         | Gaborone         | [ 2 ] |
| 400 m                | 47 s 08 | Joseph Adam                                                                          | 16 mai 1993       |                                         | Clemson          |       |
| 800 m                | 1 min 51 s 2 | Selwyn Bonne                                                                         | 24 avril 1999     |                                         | Victoria         |       |
| 1 500 m              | 3 min 52 s 46 | Ronny Marie                                                                          | 5 mai 2001        |                                         | Victoria         |       |
| 3 000 m              | 8 min 16 s 68 | Ronny Marie                                                                          | 10 mars 2001      |                                         | Victoria         |       |
| 5 000 m              | 14 min 22 s 30 | Simon Labiche                                                                        | 23 mai 2003       |                                         | Nairobi          |       |
| 10 000 m             | 31 min 05 s 55 | Simon Labiche                                                                        | 21 juin 1997      |                                         | Durban           |       |
| Semi-marathon        | 1 h 07 min 24 s | Antoine Simon Labiche                                                                | 7 octobre 2001    | Championnats du monde de semi-marathon  | Bristol          |       |
| Marathon             | 2 h 25 min 48 s | Albert Marie                                                                         | 23 octobre 1988   |                                         | Victoria         |       |
| 110 m haies          | 14 s 49 | William Gamatis                                                                      | 17 septembre 1995 | Jeux africains                          | Harare           |       |
| 400 m haies          | 49 s 82 | Ned Azemia                                                                           | 19 mai 2018       | Championnats NJCAA                      | El Dorado        | [ 3 ] |
| 3 000 m steeple      | 8 min 47 s 99 | Ronny Marie                                                                          | 26 mai 2001       |                                         | Victoria         |       |
| Saut en hauteur      | 2,20 m | Eugène Ernesta                                                                       | 14 juillet 2000   | Championnats d'Afrique                  | Alger            |       |
| Saut en hauteur      | 2,20 m | William Woodcock                                                                     | 13 juin 2010      |                                         | Victoria         | [ 4 ] |
| Saut en hauteur      | 2,20 m | William Woodcock                                                                     | 9 octobre 2010    | Jeux du Commonwealth                    | New Delhi        | [ 5 ] |
| Saut à la perche     | 3,90 m | Donny Magnan                                                                         | 17 septembre 1995 | Jeux africains                          | Harare           |       |
| Saut en longueur     | 7,86 m (-1,3 m/s) | Danny Beauchamp                                                                      | 28 juin 1992      | Championnats d'Afrique                  | Belle Vue Maurel |       |
| Triple saut          | 16,80 m (+0,8 m/s) | Paul Nioze                                                                           | 27 août 1990      | Jeux des îles de l'océan Indien         | Antananarivo     |       |
| Lancer du poids      | 15,56 m | Selwyn Beauchamp                                                                     | 8 mars 2008       |                                         | Victoria         |       |
| Lancer du disque     | 45,36 m | Selwyn Beauchamp                                                                     | 4 septembre 2003  |                                         | Bambous          |       |
| Lancer du marteau    | 50,75 m | Dean William                                                                         | 23 juillet 2019   |                                         | Bambous          |       |
| Lancer du javelot    | 56,85 m | Gonzague Boniface                                                                    | 14 mai 1989       |                                         | Réduit           |       |
| Décathlon            | 6 727 pts | Percy Laramé                                                                         | 25–26 août 1993   | Jeux des îles de l'océan Indien         | Victoria         |       |
| Décathlon            | 11 s 04 (100 m), 7,21 m (longueur), 11,60 m (poids), 1,94 m (hauteur), 51 s 78 (400 m) / 15 s 73 (110 m haies), 39,00 m (disque), 3,80 m (perche), 51,04 m (javelot), 5 min 35 s 45 (1 500 m) |                                                                                      |                   |                                         |                  |       |
| 20 km marche (route) | 2 h 12 min 52 s | Rennick Wayne Pierre Belize                                                          | 19 avril 2013     | Championnats d’Afrique des 20 km marche | Belle Vue Maurel | [ 6 ] |
| 50 km marche (route) | |                                                                                      |                   |                                         |                  |       |
| 4 × 100 m            | 40 s 31 | Équipe nationale Sharry Dodin Dylan Sicobo Ned Azemia Leeroy Henriette               | 25 juillet 2017   | Jeux de la Francophonie                 | Abidjan          | [ 7 ] |
| 4 × 400 m            | 3 min 11 s 28 | Équipe nationale Joseph Adam A. Faure V. Hoareau Alain Souffe                        | 30 août 1990      | Jeux des îles de l'océan Indien         | Antananarivo     |       |
| 4 × 400 m            | 3 min 11 s 29 | Équipe nationale Loïc Carrère Dylan de Martindalle Evan Golgolito Zinédine Blanchard | 27 Juillet 2006   | Championnats d'Afrique, 42 km.          | \| Victoria \|   |       |
| Victoria             | |                                                                                      |                   |                                         |                  |       |

### Femmes
| Épreuve              | Record | Athlète                                                                   | Date              | Compétition                                                     | Lieu                | Réf.   |
| -------------------- | --- | ------------------------------------------------------------------------- | ----------------- | --------------------------------------------------------------- | ------------------- | ------ |
| 100 m                | 11 s 86 (+0,1 m/s) | Joanne Loutoy                                                             | 28 juin 2014      | Championnats de Maurice                                         | Bambous             | ,      |
| 200 m                | 24 s 35 (+1,9 m/s) | Natasha Chetty                                                            | 12 avril 2024     | Beach Invitational                                              | Long Beach          | [ 10 ] |
| 400 m                | 57 s 05 | Mirenda Francourt                                                         | 4 avril 1993      |                                                                 | La Grange           |        |
| 800 m                | 2 min 13 s 50 | Natasha Bibi                                                              | 12 août 2011      | Jeux des îles de l'océan Indien                                 | Victoria            | [ 11 ] |
| 1 500 m              | 4 min 37 s 89 | Margaret Morel                                                            | 30 juillet 1980   | Jeux olympiques                                                 | Moscou              | [ 12 ] |
| 3 000 m              | 10 min 17 s 8 | Margaret Morel                                                            | 15 novembre 1981  | Championnats des Seychelles                                     | Victoria            | [ 13 ] |
| 5 000 m              | 18 min 17 s 7 | Phylis Labonne                                                            | 14 avril 2007     |                                                                 | Victoria            |        |
| 10 000 m             | 41 min 07 s 8 | Simone Zapha                                                              | 28 avril 2006     |                                                                 | Victoria            |        |
| Semi-marathon        | 1 h 30 min 26 s | Simone Zapha                                                              | 23 septembre 2006 |                                                                 | Victoria            |        |
| Marathon             | 3 h 30 min 53 s | Simone Zapha                                                              | 6 juin 2010       |                                                                 | Le Tampon           |        |
| 100 m haies          | 13 s 70 (+1,3 m/s) | Céline Laporte                                                            | 24 juillet 2004   | Championnats de France espoirs                                  | Niort               | [ 14 ] |
| 400 m haies          | 1 min 02 s 55 | Mirenda Francourt                                                         | 16 septembre 1992 | Championnats du monde juniors                                   | Séoul               |        |
| 3 000 m steeple      | |                                                                           |                   |                                                                 |                     |        |
| Saut en hauteur      | 1,92 m | Lissa Labiche                                                             | 9 mai 2015        | Championnats d'Afrique du Sud open                              | Potchefstroom       | [ 15 ] |
| Saut à la perche     | |                                                                           |                   |                                                                 |                     |        |
| Saut en longueur     | 6,57 m (+0,8 m/s) | Céline Laporte                                                            | 24 mars 2006      | Jeux du Commonwealth                                            | Melbourne           | [ 16 ] |
| Triple saut          | 12,95 m | Janet Boniface                                                            | 15 juillet 2011   | Championnats du Kenya                                           | Nairobi             | [ 17 ] |
| Lancer du poids      | 13,94 m | Helda Marie                                                               | 8 juin 2002       |                                                                 | Germiston           |        |
| Lancer du disque     | 45,84 m | Lindy Leveau-Agricole                                                     | 24 juin 2005      | Championnats des Seychelles                                     | Victoria            | [ 13 ] |
| Lancer du marteau    | 44,55 m | Helda Marie                                                               | 3 mars 2007       |                                                                 | Victoria            |        |
| Lancer du javelot    | 57,86 m | Lindy Leveau-Agricole                                                     | 25 juin 2005      | Championnats des Seychelles                                     | Victoria            | [ 13 ] |
| Heptathlon           | 5 684 pts | Céline Laporte                                                            | 4–5 juillet 2005  | Championnats de France d'épreuves combinées Jeunes et Nationale | Saint-Cyr-sur-Loire | [ 18 ] |
| Heptathlon           | 14 s 07 (-0,7 m/s) (100 m haies), 1,72 m (hauteur), 10,87 m (poids), 25 s 30 (+1,1 m/s) (200 m) / 6,28 m (+1,1 m/s) (longueur), 40,34 m (javelot), 2 min 23 s 26 (800 m) |                                                                           |                   |                                                                 |                     |        |
| 20 km marche (route) | |                                                                           |                   |                                                                 |                     |        |
| 4 × 100 m            | 47 s 75 | Équipe nationale Alice Khan Lissa Labiche Janet Boniface Joanne Loutoy    | 12 août 2011      | Jeux des îles de l'océan Indien                                 | Victoria            | ,      |
| 4 × 400 m            | 3 min 52 s 38 | Équipe nationale Rency Larue Céline Laporte Bryna Anacoura Joanna Hoareau | 6 septembre 2003  | Jeux des îles de l'océan Indien                                 | Bambous             |        |